# Mezonetowiec we Wrocławiu
Mezonetowiec (od fr. maisonnette „domek”, ang. maisonette „mieszkanie dwupoziomowe”) − budynek mieszkalny przy ul. Kołłątaja we Wrocławiu, wzniesiony w latach 1958−1960 według projektu Jadwigi Grabowskiej-Hawrylak, Edmunda Frąckiewicza oraz Igora i Marii Tawryczewskich; wpisany do rejestru zabytków w 2017.

## Opis
Zrealizowany w latach 1958–1960 budynek mieszkalno-usługowy w miejscu zniszczonych w czasie II wojny światowej kamienic czynszowych był kolejnym etapem zabudowy znajdującej się w bezpośrednim sąsiedztwie ulicy Kołłątaja, która poniosła w czasie działań wojennych duże straty, zajmuje cały odcinek zachodniej pierzei ulicy pomiędzy ulicami Kościuszki i Rejtana. Zespół architektów wrocławskiego Miastoprojektu kierowany przez Jadwigę Grabowską-Hawrylak projektujący ten dom wzorował się w swojej pracy na rozwiązaniach, jakie wprowadzał w swojej twórczości Le Corbusier (zwany papieżem modernizmu), jak i inni zachodni architekci tworzący najlepsze mieszkaniowe realizacje lat pięćdziesiątych. Inspiracje te dotyczyły zarówno układu funkcjonalnego wnętrz, jak i plastycznego kształtowania elewacji.
Budynek ten jest galeriowcem, jego bryła ma kształt wydłużonego prostopadłościanu z dostawionymi od strony zachodniej dwiema przeszklonymi klatkami schodowymi prowadzącymi na galerie poszczególnych kondygnacji mieszkalnych. Konstrukcję budynku tworzy system poprzecznych ścian nośnych. Na parterze znajdują się sklepy i punkty usługowe, do których wejścia znajdują się z poziomu podwyższonego chodnika od strony ul. Kołłątaja. Następne sześć kondygnacji mieszkalnych zajmuje 56 dwupoziomowych mieszkań (mezoneta), w których poszczególne pomieszczenia rozlokowano według następującego układu: dolny poziom to sfera dzienna, która tworzą pokój dzienny i kuchnia, poziom górny to sfera nocna z sypialnią i łazienką. Każde z tych mieszkań ma swoją wyraźnie wyodrębnioną w elewacji wschodniej budynku loggię, w której dodatkowo umieszczono balkon na górnej kondygnacji. Ostatnia siódma kondygnacja mieszkalna to jednopoziomowe mieszkania z tarasami, dla których wygospodarowano część dachu. Jest ona prawie niewidoczna dla obserwatora z poziomu ulicy.
Pierwotna kolorystyka elewacji opierała się na kontraście jaki tworzył naturalny szary kolor betonu elewacji bocznych i ścian poprzecznych dzielących moduły mieszkalne z pomalowanymi na biało ścianami wewnątrz loggii. Podkreślało to jeszcze bardziej podział bryły budynku na moduły mieszkalne. Obecnie po wielu latach bez generalnego remontu budynku pierwotna kolorystyka uległa wypaczeniu. Większość lokatorów odnawiając loggie we własnym zakresie nadało im kolor według własnego uznania.
Jest to pierwszy w Polsce blok mieszkalny z okresu PRL z dwupoziomowymi mieszkaniami, z dwustronnym doświetleniem pomieszczeń i z dwoma balkonami na lokal oraz rzadki przykład budynku, w którym starano się spełnić założenie Le Corbusiera dotyczące funkcjonalności budynku mieszkalnego w tym powierzchni lokali użytkowych.
W studium uwarunkowań i kierunków zagospodarowania przestrzennego dla miasta Wrocławia z 2010 r. pomnik ten został uznany za dobro kultury współczesnej. Po wpisaniu budynku do rejestru zabytków, budynek utracił ten status na rzecz znacznie lepszej ochrony jako zabytku.

## Galeria

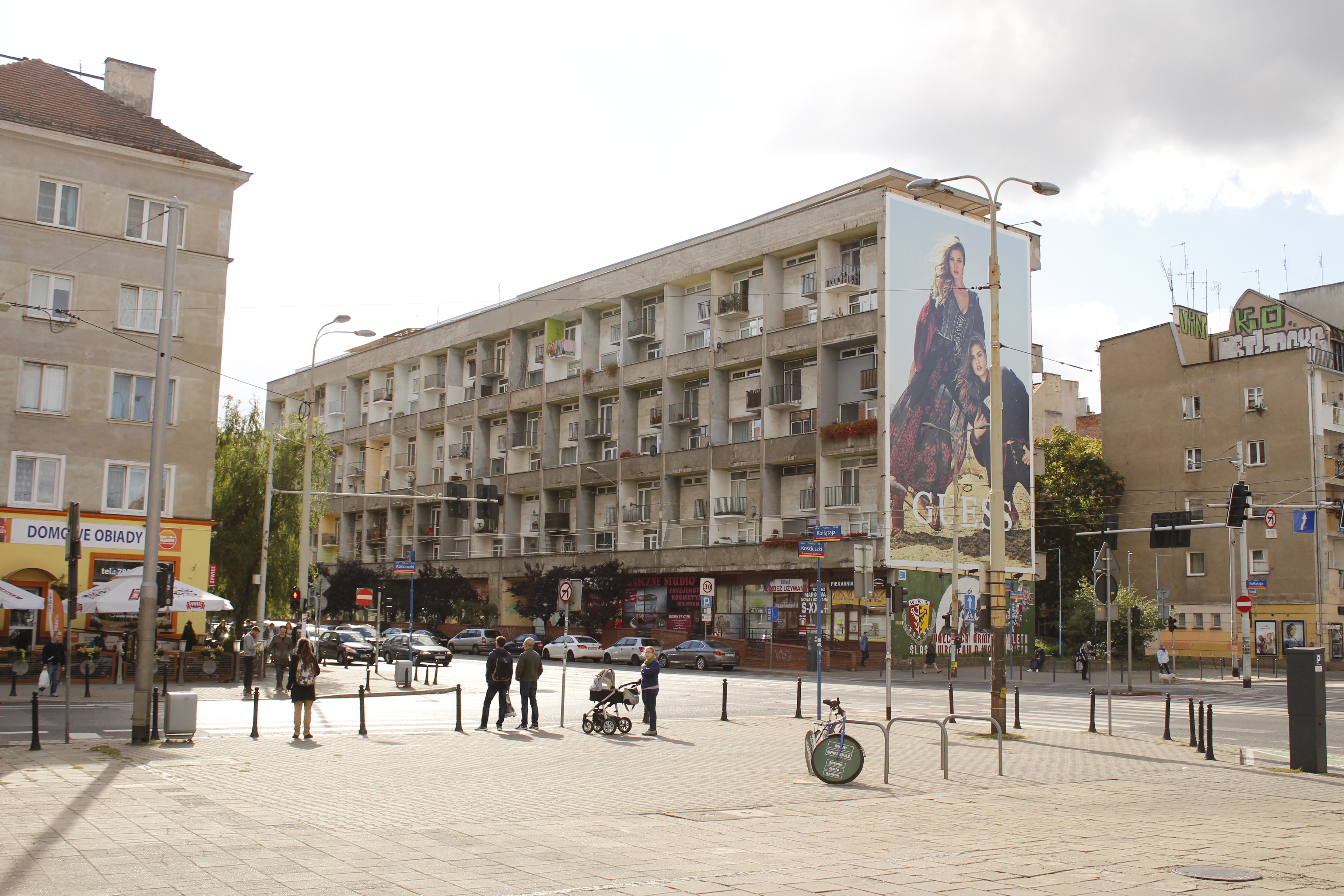
Widok z północnego wschodu
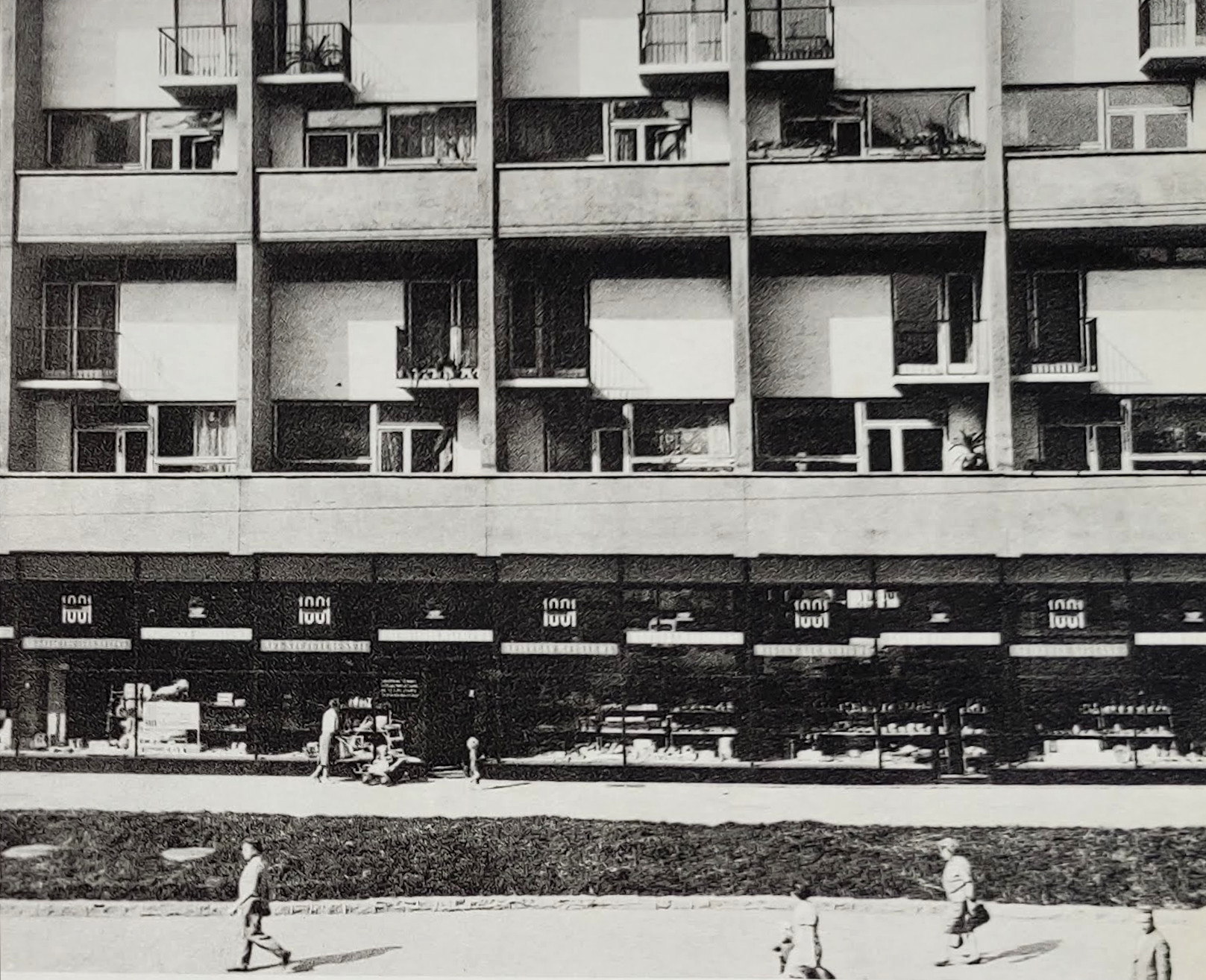
Przyziemie budynku
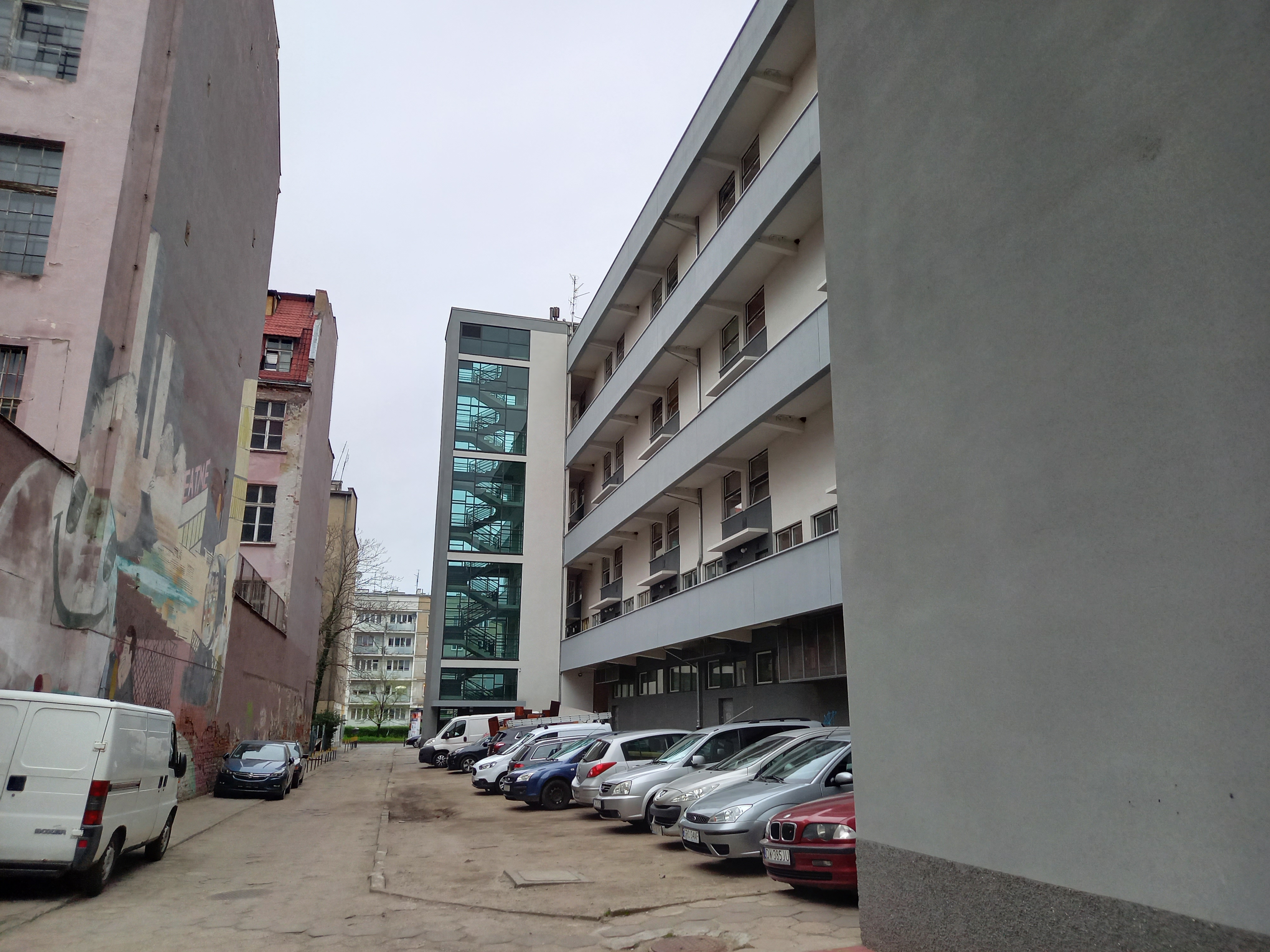
Droga wewnętrzna po stronie zachodniej
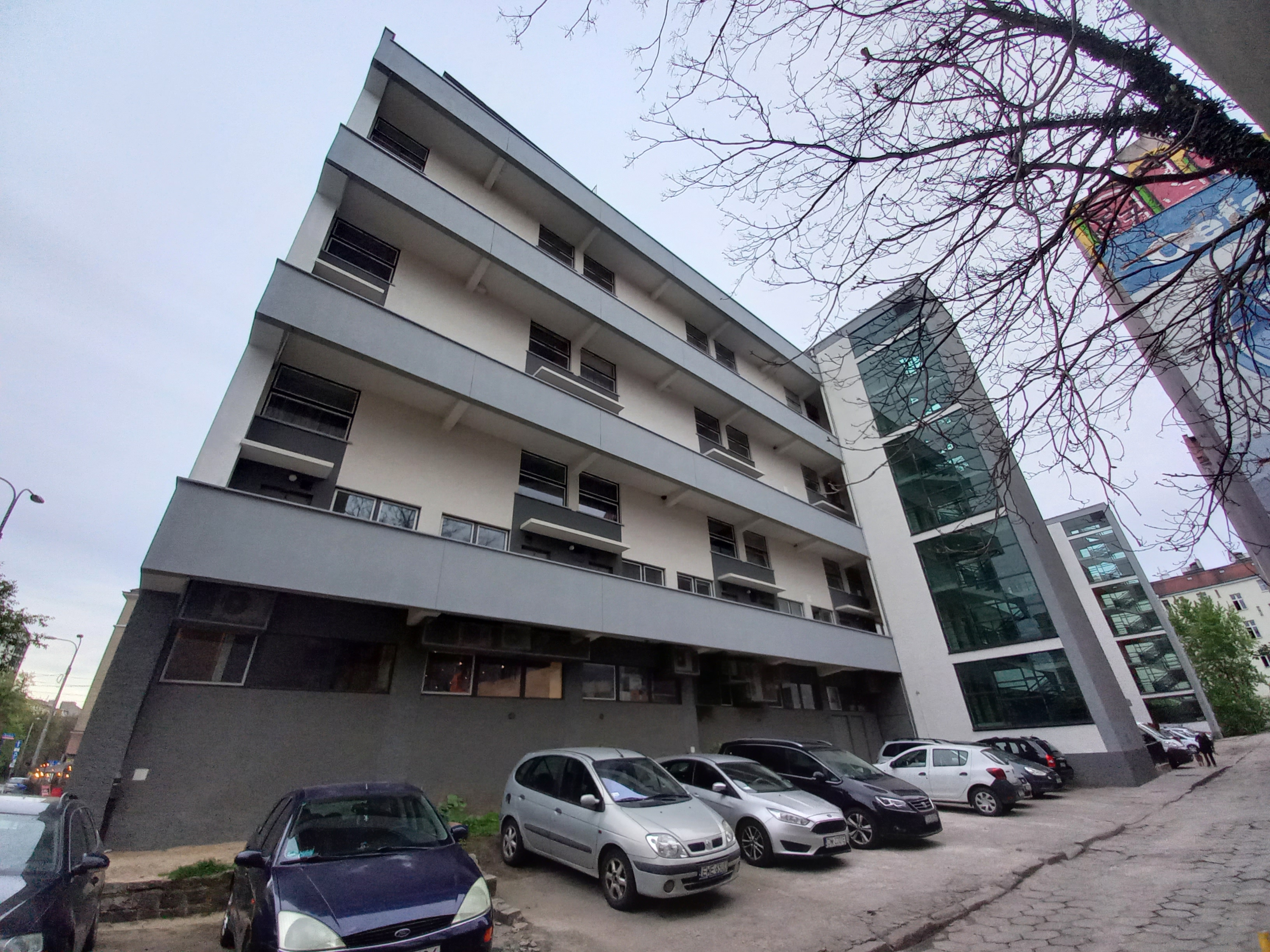
Północny kraniec budynku
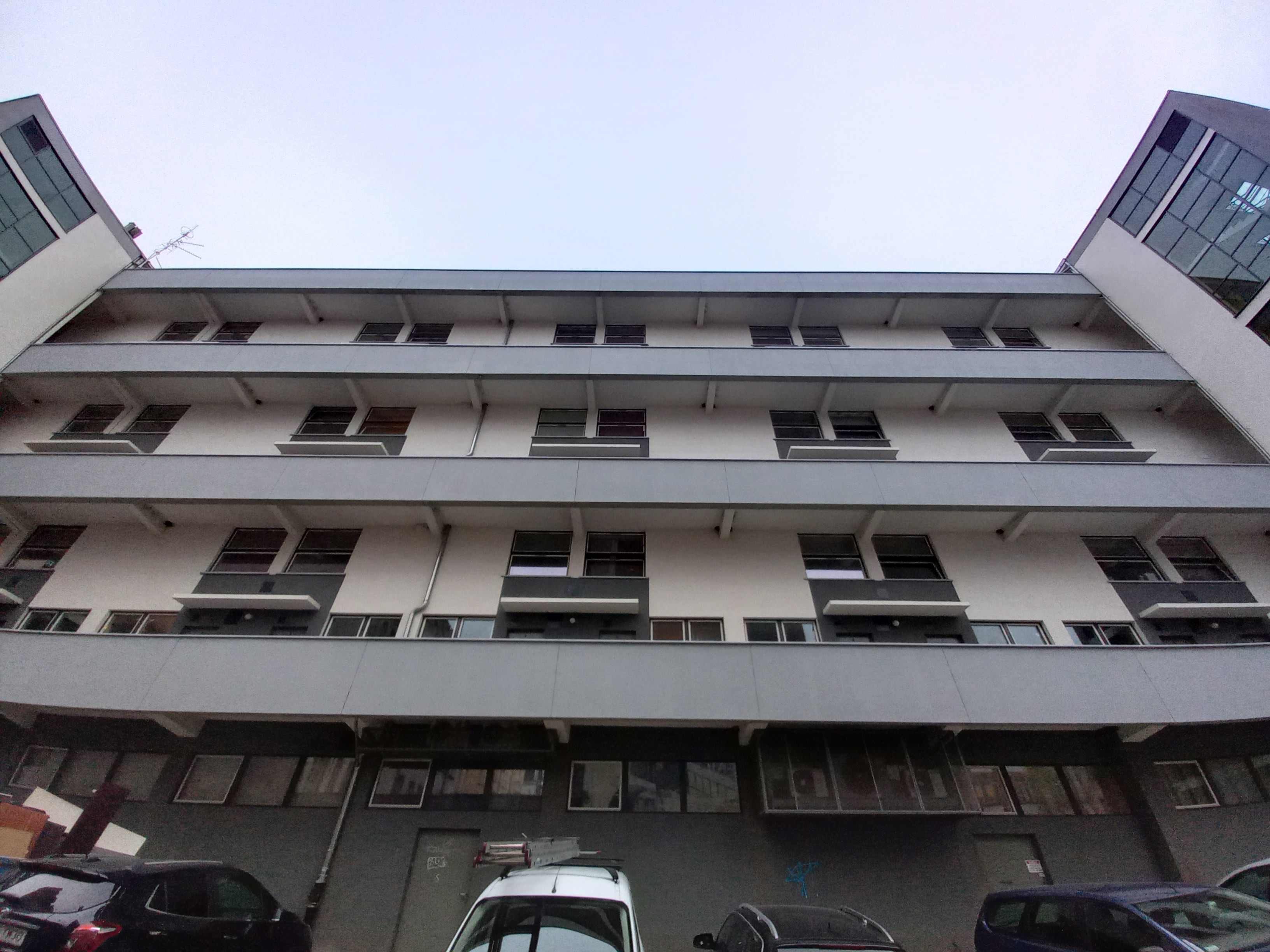
Segment środkowy
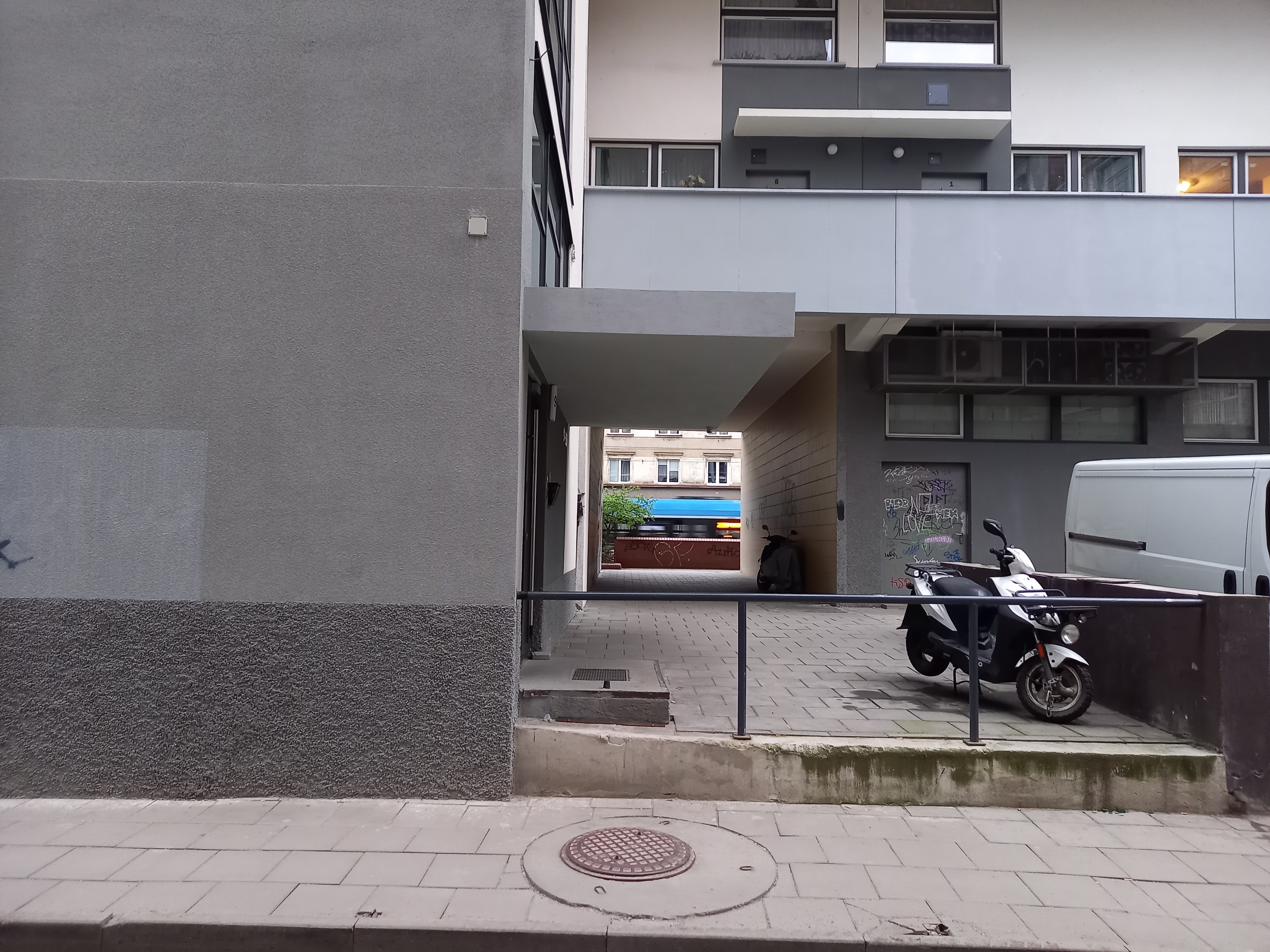
Przejście bramowe